# Schiphollen
Het werkwoord schiphollen behelst het steeds opnieuw afspraken maken met burgers terwijl de overheid die dit doet van tevoren weet dat ze die niet zal nakomen, als gevolg waarvan de burger de overheid onbetrouwbaar zal gaan vinden. Het werkwoord heeft een negatieve connotatie.
Van Dale heeft de term inmiddels opgenomen als "misleiden door manipulatie, leugens, het verdraaien van feiten enz. (welke handelwijze wel wordt toegeschreven aan Schiphol in relatie tot de omwonenden van die luchthaven)".

## Geschiedenis
Het begrip werd na een interview met Pieter Winsemius in de uitzending van Buitenhof op 22 oktober 2017 gemeengoed. Pieter Winsemius bezigde de term al eerder regelmatig zoals blijkt uit een artikel van Janny Groen in 2010. Maar ook in 1999 werd de term al gebruikt in een artikel van Herman Pleij.
Anders dan “in het pak genaaid zijn” heeft schiphollen uitsluitend betrekking op de overheid.